# Овсянкин, Михаил Иванович
Михаил Иванович Овсянкин (15 ноября 1920, Моложане, Петроградская губерния — 2 декабря 1978, Ленинград) — подполковник Советской Армии, участник Великой Отечественной войны, Герой Советского Союза (1944).

## Биография
Михаил Овсянкин родился 15 ноября 1920 года в деревне Моложане (ныне — Струго-Красненский район Псковской области). С раннего возраста жил в Ленинграде, где окончил семь классов школы и работал на фабрике. В июле 1941 года Овсянкин был призван на службу в Рабоче-крестьянскую Красную Армию и направлен на фронт Великой Отечественной войны. В боях шесть раз был ранен.
К сентябрю 1943 года гвардии старший сержант Михаил Овсянкин командовал разведывательным отделением 78-го гвардейского стрелкового полка 25-й гвардейской стрелковой дивизии 6-й армии Юго-Западного фронта. Отличился во время битвы за Днепр. В ночь с 25 на 26 сентября 1943 года Овсянкин одним из первых переправился через Днепр в районе села Войсковое Солонянского района Днепропетровской области Украинской ССР и принял активное участие в боях за захват и удержание плацдарма. Во время разведывательных вылазок на плацдарме захватил и доставил к командованию десять вражеских «языков».
Указом Президиума Верховного Совета СССР от 22 февраля 1944 года за «образцовое выполнение боевых заданий командования на фронте борьбы с немецкими захватчиками и проявленные при этом мужество и героизм» гвардии старший сержант Михаил Овсянкин был удостоен высокого звания Героя Советского Союза с вручением ордена Ленина и медали «Золотая Звезда» за номером 3088.
После окончания войны Овсянкин продолжил службу в Советской Армии. В 1946 году он окончил Московское пехотное училище имени Верховного Совета РСФСР, в 1956 году — курсы «Выстрел». В 1960 году в звании подполковника Овсянкин был уволен в запас. Проживал в Ленинграде, работал в органах МВД СССР. Скончался 2 декабря 1978 года, похоронен на Южном кладбище Санкт-Петербурга.

## Награды
- Медаль «Золотая Звезда» Героя Советского Союза;
- орден Ленина;
- орден Красного Знамени;
- орден Красной Звезды;
- медали[1].